# Afik Nissim
Afik Haim Nissim (in ebraico אפיק נסים‎?; Rehovot, 31 gennaio 1981) è un dirigente sportivo ed ex cestista israeliano con cittadinanza francese.

## Carriera
Con Israele ha disputato quattro edizioni dei Campionati europei (2001, 2005, 2011, 2013).

## Palmarès
- Campionato francese: 1

Strasburgo: 2004-25
- Campionato ceco: 1

ČEZ Nymburk: 2010-11
- Campionato sloveno: 1

Krka Novo mesto: 2011-12
- Coppa Italia di Legadue: 2

Veroli: 2009, 2010
- Coppa della Repubblica Ceca: 1

ČEZ Nymburk: 2011